# Fanta
Pour les articles homonymes, voir Fanta (homonymie).
Fanta est une marque commerciale de soda allemande produite et distribuée par The Coca-Cola Company.

## Histoire
La Seconde Guerre mondiale ayant rendu difficile l'importation dans les territoires contrôlés par le Troisième Reich des denrées nécessaires à la confection du Coca-Cola, la filiale allemande de la Coca-Cola Company, dirigée par Max Keith, a dû, pour maintenir son activité, imaginer un produit de substitution utilisant uniquement les ingrédients disponibles sur le marché intérieur alors rationné, comme des résidus de pommes pressées ou du lactosérum, un sous-produit de la fabrication du fromage. Les fruits utilisés dépendaient de la disponibilité et le tout était adouci par de la saccharine puis, à partir de 1941 et d'un accord des autorités, par du sucre de betterave.
L'entreprise commercialisa son nouveau breuvage sous le nom de « Fanta », probablement l'apocope de « Fantasie » (« Fantasiegetränk » signifiant « boisson de l'imagination » en allemand). Les consommateurs allemands, en pénurie alimentaire, s'en servirent notamment comme bouillon de soupe. Plusieurs variantes sont produites, la recette étant adaptée par les autres filiales européennes en fonction des ingrédients auxquels elles ont accès.
Après la Seconde Guerre mondiale, la maison-mère américaine récupère la recette du Fanta, les usines qui le produisaient et les bénéfices tirés de sa commercialisation, mais décide d'en stopper la production. En 1955, concurrencée par Pepsi qui avait déjà commencé à diversifier son offre, la société relance la marque en introduisant le 29 avril à Naples Fanta Orange, où des agrumes locaux sont employés pour le fabriquer. Le designer Raymond Loewy a par ailleurs conçu la bouteille caractéristique. En 1960, la marque est déposée aux États-Unis et le produit distribué sous ce nom. Dès 1969, Fanta Orange devient l'arôme le plus vendu au monde. Sa gamme se décline dans une grande variété de parfums (voir Disponibilité internationale de Fanta (en)), excepté aux États-Unis où la société n'a jamais fait de grande campagne marketing pour éviter de concurrencer sa boisson phare Coca-Cola.
En 2008, Fanta a lancé une nouvelle gamme de boissons, Fanta Still, reprenant les composants habituels de la marque, mais non gazeuse. 
Il existe quatre parfums de Fanta Still : Tropical, Orange, Agrumes et Orange/Fruits rouges. Tous ces parfums ont été lancés en 2008, sauf le parfum Orange, lancé en 2009.
En 2015, pour les 75 ans de sa création, la marque lance une campagne publicitaire vantant le « bon vieux temps ». Elle suscite la polémique en Allemagne, la boisson ayant été créée à l'époque du Troisième Reich.

## Les différentes saveurs

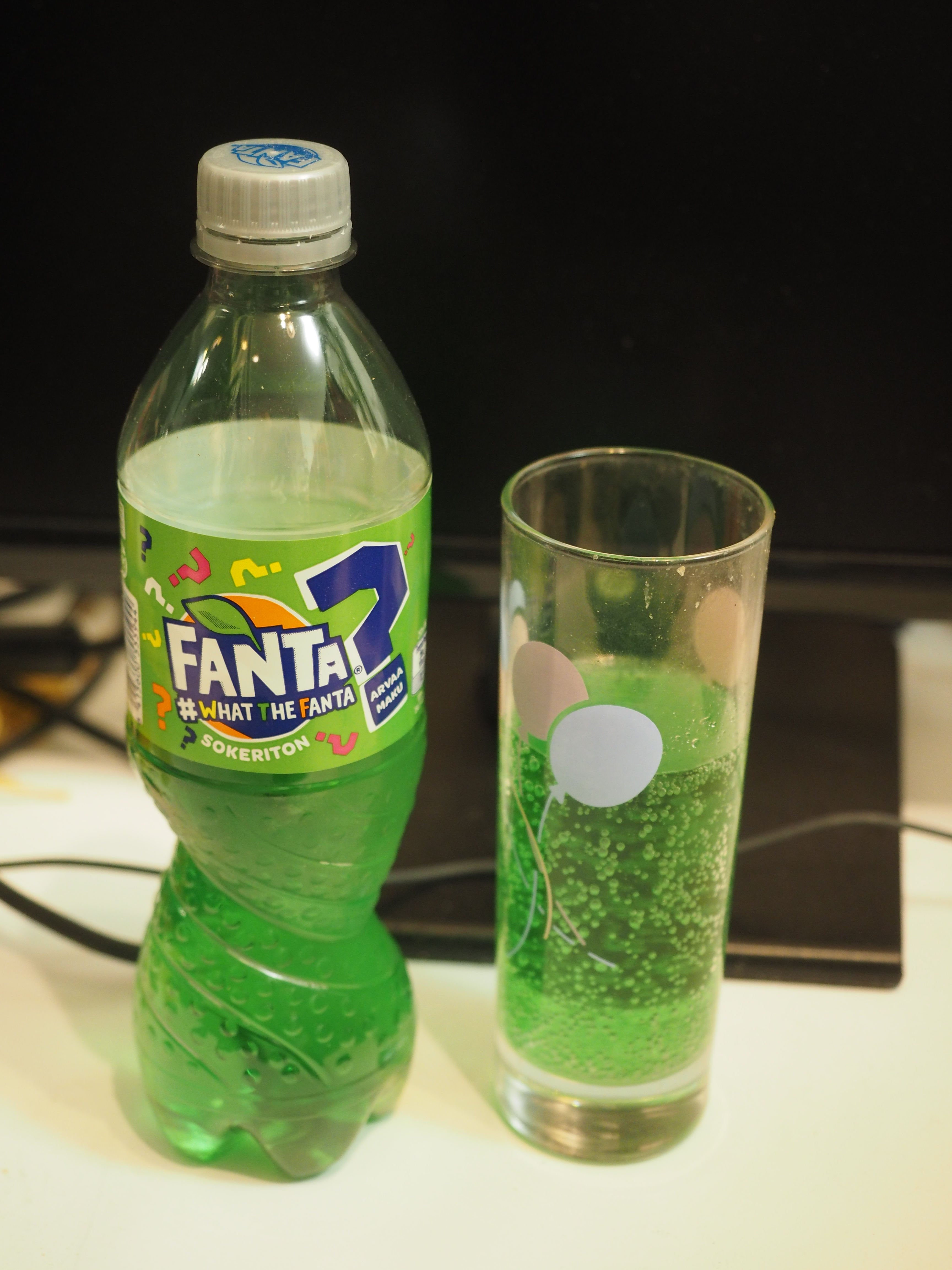
1. WhatTheFanta (2020)

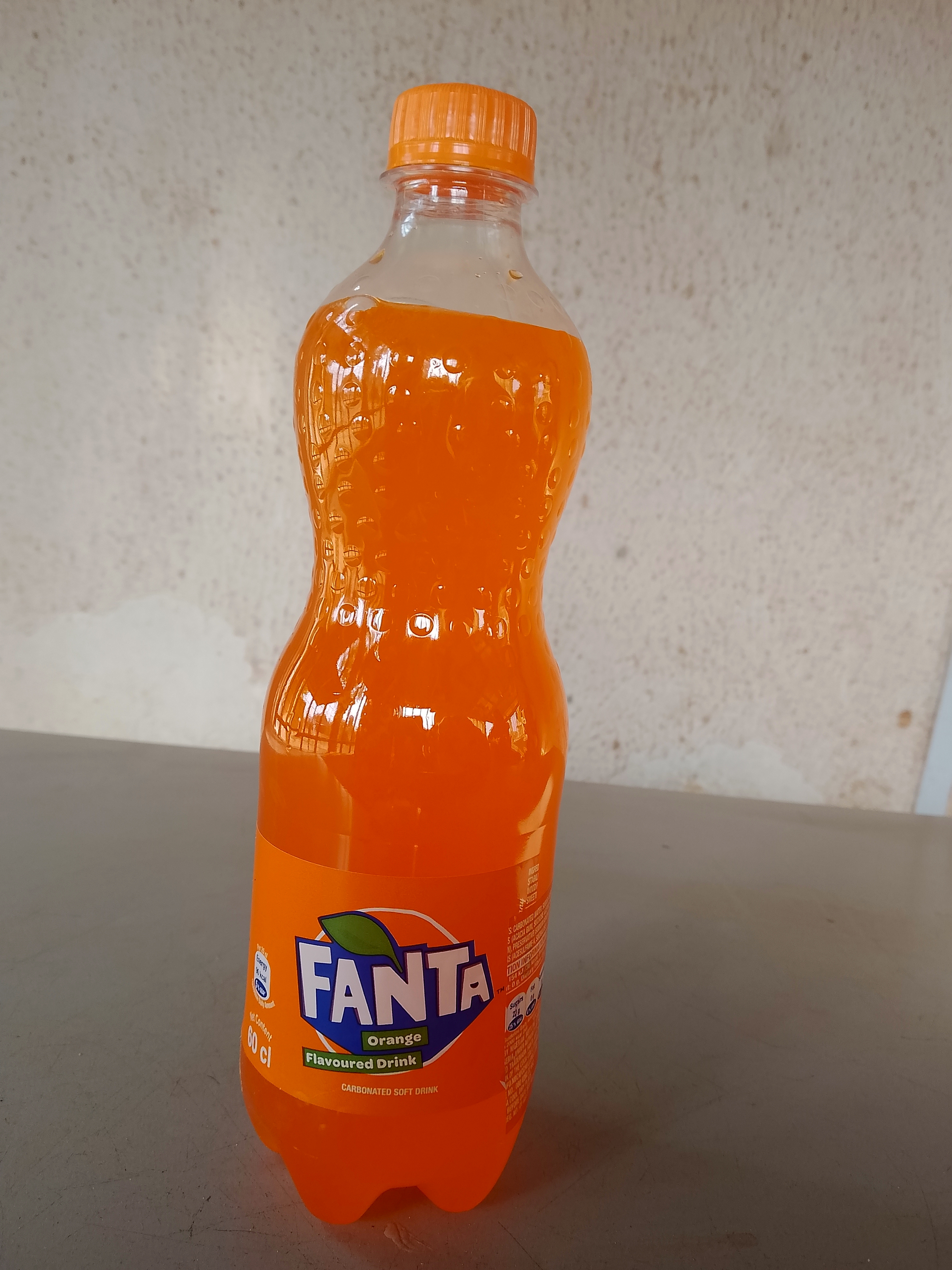
Fanta

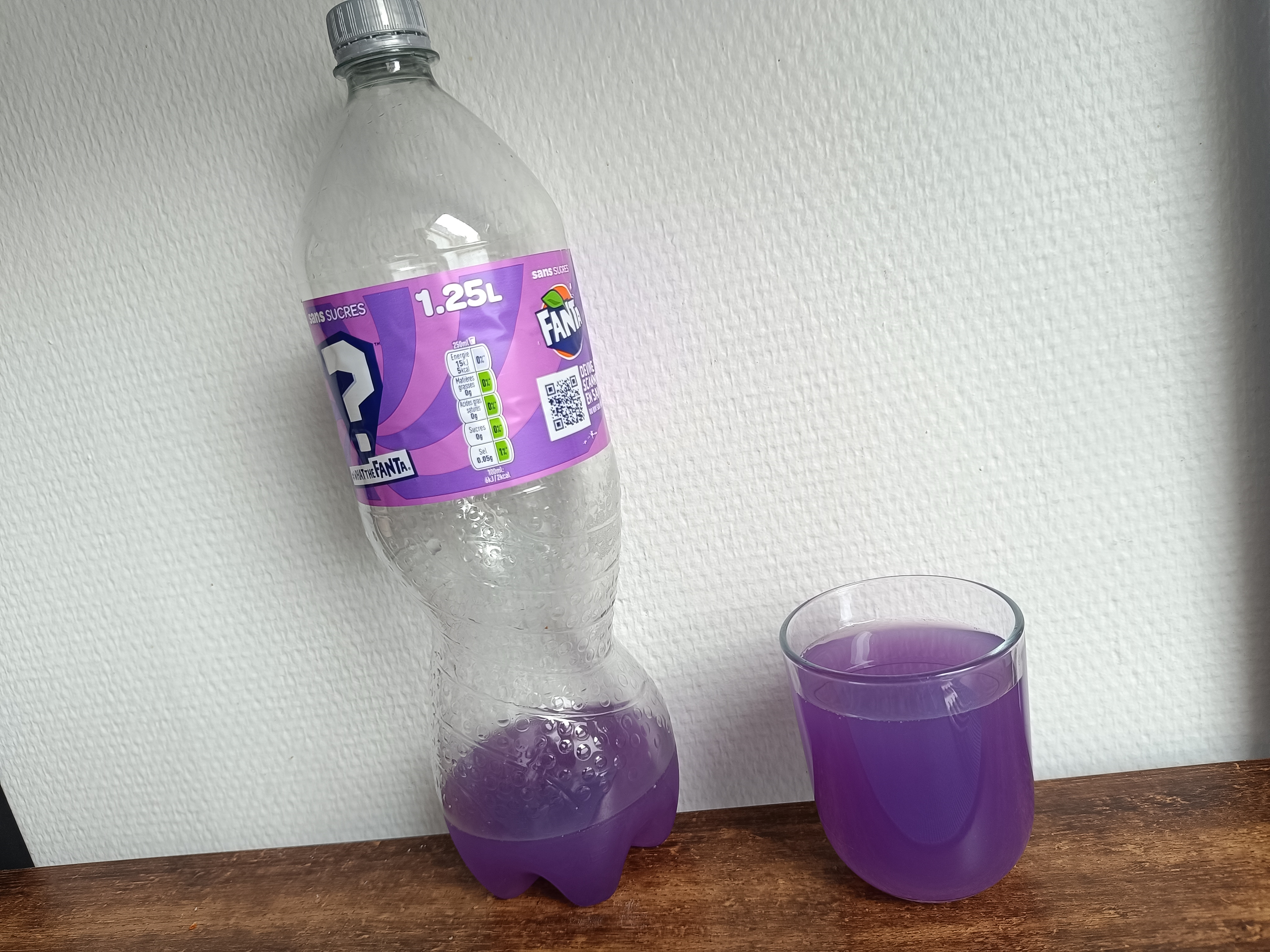
1. WhatTheFanta (2023)

Il existe des dizaines de saveurs différentes de Fanta, bien que la plupart ne soient commercialisées que dans certaines parties du monde. On peut citer les saveurs fraise, pomme, raisin, ananas aux États-Unis.
Ainsi, Fanta Shokata est une saveur dérivée de la Socată, une boisson traditionnelle roumaine à base de fleur de sureau et de citron, et qui est très populaire dans les Balkans (Bosnie-Herzégovine, Croatie, Monténégro, Serbie, Bulgarie où elle porte le nom de Madness) et en Suisse et il existe une saveur cassis dans ce pays, le fruit y étant apprécié et produit.
La saveur la plus appréciée est le Fanta Orange, mise sur le marché en Italie en 1955, disponible désormais dans 180 pays. Sa couleur et son arôme varient d’un pays à l’autre ; la boisson a une teinte orange en Suède ou aux États-Unis, jaune en Belgique et entre les deux en France. Le goût aussi varie selon les pays, il peut être acide, floral ou zesté. Enfin, le colorant ne détermine pas l'intensité du goût,.
Depuis 2020, Fanta a créé aussi une saveur sans sucres plus particulière, dénommée « #WhatTheFanta », dont le but consiste à avoir un goût mystère, laissant ainsi aux fans de Fanta deviner le goût de ce fameux Fanta. Plusieurs saveurs proposées, verte en 2020, bleue en 2021, rose en 2022 et mauve en 2023.
N'étant pas conformes à la législation en France, les saveurs pêche et fraise des États-Unis, ainsi que la saveur pomme de la Chine, sont interdites en France[réf. nécessaire]. En Thaïlande, il existe aussi une saveur tropicale.

## Communication

### Techniques de marketing ciblant les enfants
En juin 2018, la marque est épinglée par l’ONG foodwatch pour son marketing ciblant les enfants,. Parmi les techniques marketing employées, Fanta se distingue notamment par son utilisation de la plateforme Youtube très populaire chez les jeunes. En francophonie, la marque a recours à des youtubeurs très appréciés du jeune public comme McFly & Carlito, le Rire Jaune, WSM, El Hadj ou encore Amixem pour promouvoir ses produits. La marque dispose ainsi de sa propre chaîne Youtube et d’un concours destiné aux youtubeurs en herbe, le FANTAxYOU.

### Logos

L'ancien logo de Fanta jusqu'à début 2016.
L'ancien logo de Fanta de 2016 à 2017
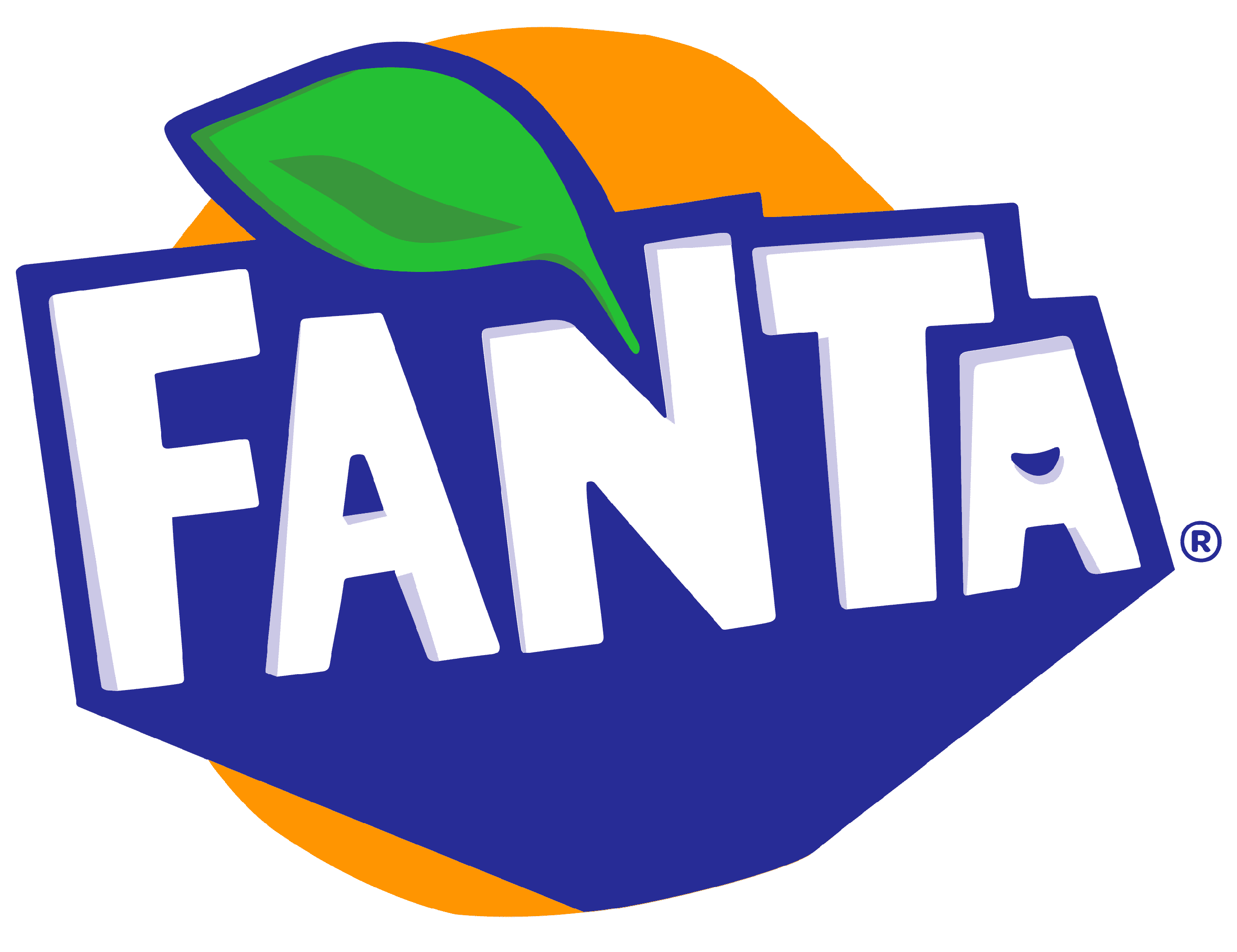
L'ancien logo de Fanta de 2017 à 2023.
Logo de Fanta depuis avril 2023.